# میخائیل دودین
میخائیل دودین (ارمنی: Միխայիլ Ալեքսանդրովիչ Դուդին؛ روسی: Михаил Александрович Дудин زادهٔ ۲۰ نوامبر ۱۹۱۶ - درگذشته ۳۱ دسامبر ۱۹۹۳) شاعر، نویسنده ترجمه و فیلم‌نامه‌نویس اهل ارمنستان بود.

## زندگی‌نامه
وی در ۲۰ نوامبر [سبک قدیمی: ۷ نوامبر] ۱۹۱۶ در کلونووو به دنیا آمد و از دانشگاه دولتی ایوانوف فارغ‌التحصیل گشت. وی عضو اتحادیه نویسندگان اتحاد شوروی بود. وی همچنین برندهٔ جوایزی همچون قهرمان کار سوسیالیست، نشان لنین، نشان انقلاب اکتبر، نشان جنگ میهنی (درجه دو) و (درجه یک), نشان پرچم سرخ کار، نشان دوستی خلق، مدال به خاطر پیروزی مقابل آلمان در جنگ بزرگ میهنی (۱۹۴۵–۱۹۴۱), جایزه دولتی اتحاد شوروی و چهره فرهنگی شایسته ارمنستان شوروی شده‌است. وی در ۳۱ دسامبر ۱۹۹۳ در سن ۷۷ سالگی در سن پترزبورگ درگذشت.